# Elasmia mandela
Elasmia mandela es una especie de insecto lepidóptero de la familia Notodontidae nativo de México, Costa Rica, Texas y Oklahoma.

## Descripción
Por lo general es de color marrón oscuro con marcas transversales oscuras en la parte delantera. Tanto machos como hembras son similares en apariencia. La subespecie E. m. santaana presenta una coloración gris con una marca oscura en el área reniforme/subreniforme.
Se las ha observado alimentándose de Rhamnaceae y Sapindaceae.

## Subespecies
Se conocen las siguientes subespecies:
- E. m. mandela - México y Costa Rica.
- E. m. santaana Metzler & Knudson, 2011 - Texas, Oklahoma y probablemente México.